# Coline Franchelin
Coline Franchelin, née le 18 août 1999 à Dax, est une joueuse de basket-ball professionnelle.

## Biographie
Coline Franchelin a été formée au club de Lyon ASVEL pour lequel elle a joué de 2009 à 2019. Elle joue ses premiers matchs professionnels pendant la saison 2017-2018 avec le club. C'est avec le club de Champagne Basket qui évolue en LF2 qu'elle signe son premier contrat professionnel pour la saison 2019-2020. Elle y reste deux saisons et dit de cette expérience par la suite « C’était une évolution. Un tremplin même ».
Elle signe en juin 2021 à la Roche Vendée pour pallier le départ de Caroline Hériaud à Villeneuve-d'Ascq. Après une saison 2021-2022 à 20 minutes de moyenne en LFB pour 6 points et 3,3 passes décisives par match, son club de la Roche Vendée annonce sa prolongation pour la saison 2022-2023.
Elle s'engage avec les Flammes Carolo en juin 2023 pour épauler Amel Bouderra, elle signe pour 3 saisons. Le 18 octobre 2023 lors d'un match d'EuroCoupe contre Cadi La Seu, elle est victime d'une rupture des ligaments croisés, elle est indisponible jusqu'à la fin de saison 2023-2024.

## Palmarès

### Sélection nationale

#### Jeunes
- Médaille de bronze à l'Euro U20 2019[7]

### En club

#### Seniors
- Vainqueur de la Coupe de France 2024-25[8]
- Championne de France : 2018-19[9]

#### Jeunes
- Championne de France Espoirs LFB 2019 avec l'ASVEL[10]
- Coupe de France U17 2015 avec l'ASVEL[11]

## Distinctions personnelles
- Meilleure passeuse de LF2 en 2020-2021[12]